# Osselle-Routelle
Osselle-Routelle község Franciaország Burgundia-Franche-Comté régiójában, Doubs megyében. Új községként 2015. január 1-jén jött létre Osselle és Routelle község egyesítésével. A két korábbi település delegált község státusszal az új község része lett. Lakosainak száma 956 fő (2022. január 1.).

## Népesség
| Lakosok száma | 949  | 952  | 956  | 959  | 958  | 956  |
|               | 2017 | 2018 | 2019 | 2020 | 2021 | 2022 |